# Селективни мутизам
Селективни мутизам (СМ) је поремећај анксиозности у којем особа која је уобичајено способна за говор не може говорити у одређеним ситуацијама или специфичним људима. Селективни мутизам обично постоји са стидљивошћу или социјалном анксиозношћу.Људи са селективним мутизмом не говоре чак и када последице њихове немости укључују срамоту, друштвено одбацивање или чак казну.Селективни мутизам је присутан код отприлике 0,8% људи у неком тренутку њиховог живота.

## Знаци и симптоми
Деца и одрасли са селективним мутизмом у потпуности су способни да говоре и разумеју језик, али не говоре у одређеним ситуацијама, мада се од њих то очекује. Други људи такво понашање могу схватити као стидљивост или непристојност. Дете са селективним мутизмом можда годинама не проговори у школи, али говори сасвим слободно или чак претерано код куће. Постоје хијерархијске варијације међу особама са овим поремећајем: неке особе учествују у активностима и изгледају друштвено, али не говоре, неки ће говорити само са вршњацима, али не и са одраслима, други ће разговарати са одраслима одговарајући на постављена питања која захтиевају кратке одговоре, али никада са вршњацима, а неки неће говорити ни са ким и учествоваће у малобројним активностима. У тешком облику познатом као "прогресивни мутизам", поремећај напредује све док особа више не разговарани са ким у било којој ситуацији, па чак ни са блиским члановима породице.
Селективни мутизам је снажно повезан са другим анксиозним поремећајима, нарочито социјалним поремећајима анксиозности. Заправо, већина деце са дијагнозом селективног мутизма такође има социјални анксиозни поремећај (100% учесника у две студије и 97% у трећој). Неки истраживачи стога спекулишу да селективни мутизам може бити стратегија избегавања коју користи подгрупа деце са социјалним анксиозним поремећајем како би се смањила њихова потресност у друштвеним ситуацијама.

## Узроци
Тачни узроци који утичу на свако дете могу бити другачији и непознати. Још увек нема дефинитивних одговора због непотпуних дијагноза и малог броја узорака. Многи људи нису дијагностиковани до касног детињства само зато што нису говорили у школи и стога нису могли бити испитани и тестирани на адекватан начин. Родитељи често нису свесни стања јер деца добро функционишу код куће. Наставници и педијатри такође понекад погреше јер такво стање детета помешају са стидљивошћу или са уобичајеним страхом од говора у јавности.
Селективни мутизам се јавља у свим етничким групама.
За већину деце са селективним мутизмом се претпоставља да имају наследну предиспозицију за анксиозност.
Нека деца са селективним мутизмом могу имати проблем са обрадом сензорних информација што доводи до узнемирености у непознатим ситуацијама и до тога да се дете "затвори" и не може да говори (нешто што и неки аутистични људи доживљавају). Око 20-30% деце са СМ има поремећаје говора или језика што додатно ствара стрес у ситуацијама у којима се очекује да дете говори.

## Лечење
Супротно популарном веровању, код људи са селективним мутизмом не долази до побољшања са годинама.Ефикасан третман је потребан да би се дете правилно развило. Без лечења, селективни мутизам може допринети хроничној депресији, даљој анксиозности и другим социјалним и емоционалним проблемима.
Сходно томе, важно је лечење у раном узрасту. Ако се не третира, селективни мутизам има тенденцију да негативно утиче на развој. Људи могу очекивати да оштећено дете уопште не говори и стога да престану да покушавају да остваре усмени контакт. У другом случају, они могу притиснути дете да разговара, повећавајући ниво анксиозности у ситуацијама када се очекује говор. Због ових проблема, промена животне средине може се узети у разматрање. Међутим, промена школе је вредна разматрања само ако је алтернативно окружење позитивно, у противном потпуно ново окружење би такође могло бити друштвени шок за појединца који би их лишио било ког пријатеља или подршке коју тренутно имају. Без обзира на узрок, повећање свести и осигуравање прихватљивог, подстицајног окружења су први кораци ка ефикасном третману. Најчешће погођена деца не морају да мењају школу или одељења и немају проблема са уклапањем осим по питању комуникације и друштвених дешавања. Лечење у тинејџерским или одраслим годинама може бити теже, јер је особа која пати од селективног мутизма навикла на стање не говорења.
Тачан третман зависи од старосне доби особе, било каквих коморбидних менталних болести, као и од бројних других фактора. На пример, избегавање стимулуса обично се користи са млађом децом, јер старија деца и тинејџери препознају ситуацију као покушај да их натера говоре, а старијим особама са овим проблемом и особама са депресијом су неопходни доктори без којих третман не би био успешан.